# Polyplectropus boas
Polyplectropus boas är en nattsländeart som beskrevs av Malicky 1993. Polyplectropus boas ingår i släktet Polyplectropus och familjen fångstnätnattsländor. Inga underarter finns listade i Catalogue of Life.